# Sebastian Erlhofer

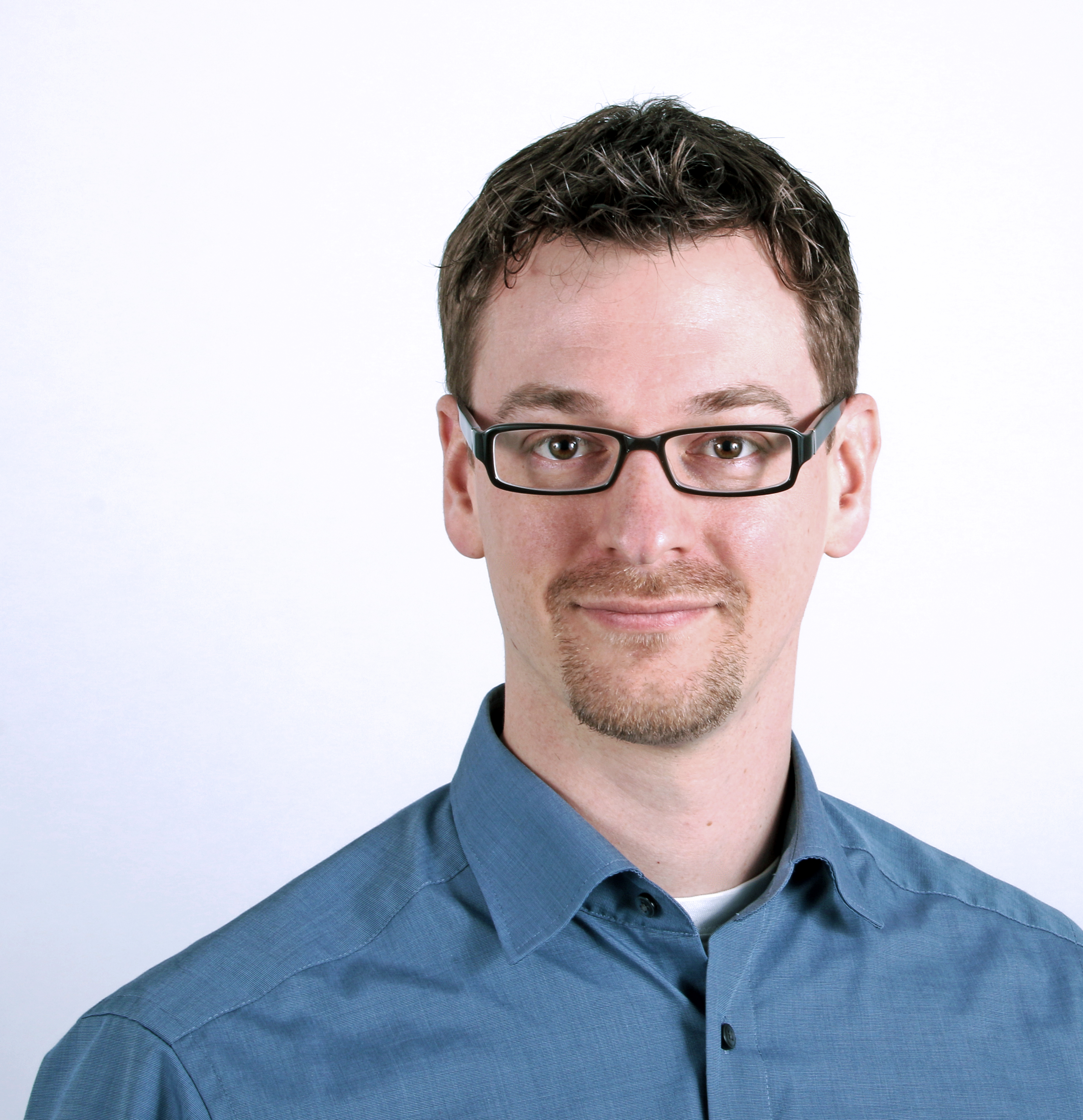
Sebastian Erlhofer (2017)

Sebastian Erlhofer (* 11. November 1979 in Gräfelfing) ist ein deutscher Unternehmer, Autor und Vortragsredner.

## Leben
Nach dem Abitur am Ottheinrich-Gymnasium Wiesloch 1999 studierte Erlhofer zunächst an der Universität Freiburg Informatik und Psychologie. An der Universität Trier setzte er das Studium mit Medienwissenschaft, Soziologie und Informatik fort. Derzeit wohnt und arbeitet er in Köln.

## Beruf und Arbeit
Nach dem Studium arbeitete Erlhofer an dem DFG-geförderten Forschungsprojekt Netzwerkkommunikation im Internet zum Kommunikationsverhalten in Wikis und Weblogs. Hier forschte und publizierte er vor allem im Bereich der Netzwerktheorie.
Bereits parallel zum Studium gründete er 2004 mit Robert Neumcke die Agentur mindshape, die sich auf Website-Entwicklung und Online-Marketing mit Fokus auf die Suchmaschinen-Optimierung spezialisierte. Der Sitz der Firma befindet sich derzeit in Köln.
2005 veröffentlichte er die erste Auflage des mittlerweile als Standardwerk bezeichneten Fachbuches Suchmaschinen-Optimierung: das umfassende Handbuch, welches er in regelmäßigen Abständen bis heute aktualisiert und erweitert. Dort beschrieb er auch erstmals das KAKADU-Prinzip.
2018 wurde er auf der SMX München mit dem SEMY Award als Search Personality des Jahres 2018 ausgezeichnet. Er hält seit über 10 Jahren auf diversen Fachkonferenzen, Kammern (IHK & HWK) und anderen Veranstaltungen Vorträge zu Online-Marketing-Themen.

## Auszeichnungen
- SEMY Award 2018: Auszeichnung zur Search Personality des Jahres 2018[5]

## Werke
- Erlhofer (2023): Suchmaschinen-Optimierung: das umfassende Handbuch. 11. Auflage, Rheinwerk Verlag, ISBN 978-3-8362-9169-9.
- Erlhofer, Brenner (2019): Website-Konzeption und Relaunch. 2. Auflage, Rheinwerk Verlag, ISBN 978-3-8362-7141-7.
- Erlhofer (2007): Informationssuche im World Wide Web. Taktiken und Strategien bei der Nutzung von Suchmaschinen. vwb Wissenschaftlicher Verlag, ISBN 978-3-8657-3292-7.

## Einzelbelege
1. ↑  Website des IRA-Lehrstuhls der Universität Freiburg
2. ↑  Website des Forschungsprojekts 'Netzwerkkommunikation im Internet'
3. ↑  Buchbeitrag zu 'Missing Data' in der Netzwerktheorie
4. ↑  Beitrag aus dem Merkur vom 23. August 2018
5. 1 2  Website des SEMY Awards
6. ↑  SMX 2019
7. ↑  Rheinwerk-Konferenz 2019
8. ↑  Beitrag zum Vortrag auf Seite 22

| Personendaten    | Personendaten                                   |
| ---------------- | ----------------------------------------------- |
| NAME             | Erlhofer, Sebastian                             |
| KURZBESCHREIBUNG | deutscher Unternehmer, Autor und Vortragsredner |
| GEBURTSDATUM     | 11. November 1979                               |
| GEBURTSORT       | Gräfelfing                                      |